# Orden de San Jerónimo
La Orden de San Jerónimo (en latín: Ordo Sancti Hieronymi, sigla O.S.H.) es una orden religiosa católica de clausura monástica y de orientación puramente contemplativa que surgió en el siglo XIV. Siguiendo el espíritu de San Jerónimo y Santa Paula, un grupo de ermitaños castellanos encabezados por Pedro Fernández Pecha y Fernando Yáñez de Figueroa resolvieron sujetarse a vida cenobítica y la orden, sujeta a la regla de san Agustín, fue aprobada en el año 1373 por el papa Gregorio XI que residía en Aviñón en el momento. Se trata de una orden religiosa exclusivamente ibérica, puesto que solo se implantó en España y Portugal, y estuvo muy vinculada a las monarquías reinantes en ambos países.
La Orden de San Jerónimo prescribe una vida religiosa de soledad y de silencio, en asidua oración y fortaleza en la penitencia, y trata de llevar a sus monjes y monjas a la unión mística con Dios, consideran que cuanto más intensa sea esta unión, por su propia donación en la vida monástica, mucho más espléndida se convierte la vida de la Iglesia y con más fuerza su fecundo apostolado. La vida del religioso jerónimo se rige por el equilibrio entre oración y trabajo.

## Historia de la Orden

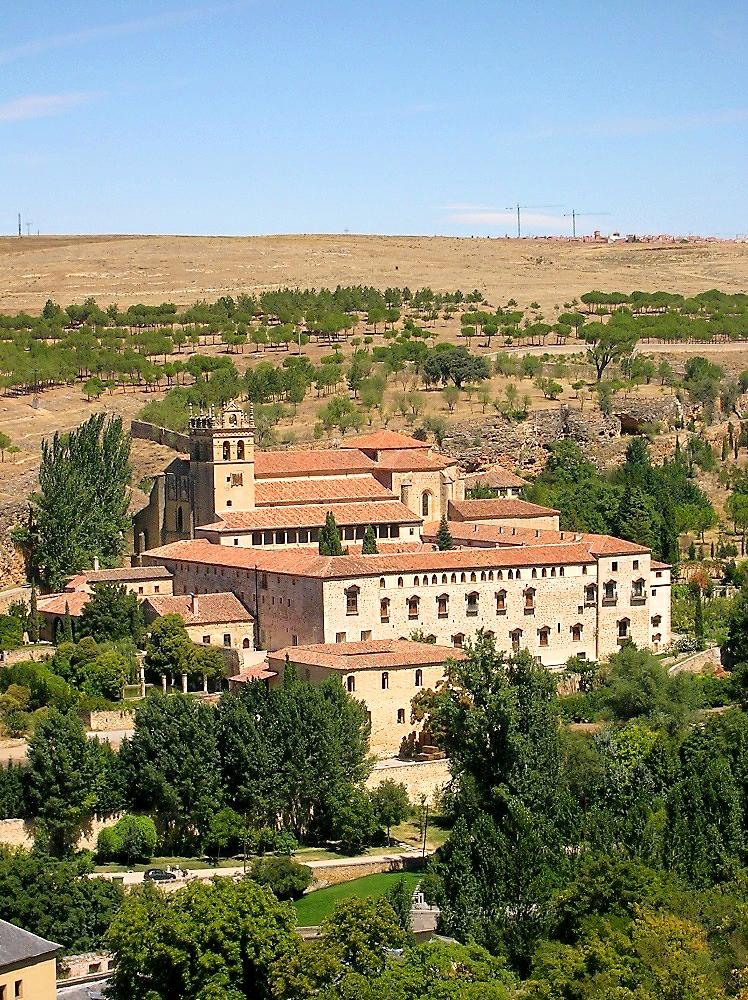
El Monasterio de Santa María del Parral en Segovia, España.

### Nacimiento de la Orden
A mediados del siglo XIV surgen espontáneamente varios grupos de eremitas que deseaban imitar la vida de San Jerónimo. Entre ellos destacaron Pedro Fernández Pecha y Fernando Yáñez de Figueroa, que eligieron la zona del paraje de Bellaescusa, en Orusco de Tajuña, donde pasaron 20 años, hasta que deciden organizarse, y el 18 de octubre de 1373 el papa Gregorio XI les concede la bula por la que otorga a estos ermitaños la regla de san Agustín, siguiendo la espiritualidad de san Jerónimo. En 1415 veinticinco monasterios se unen formando la Orden de San Jerónimo.

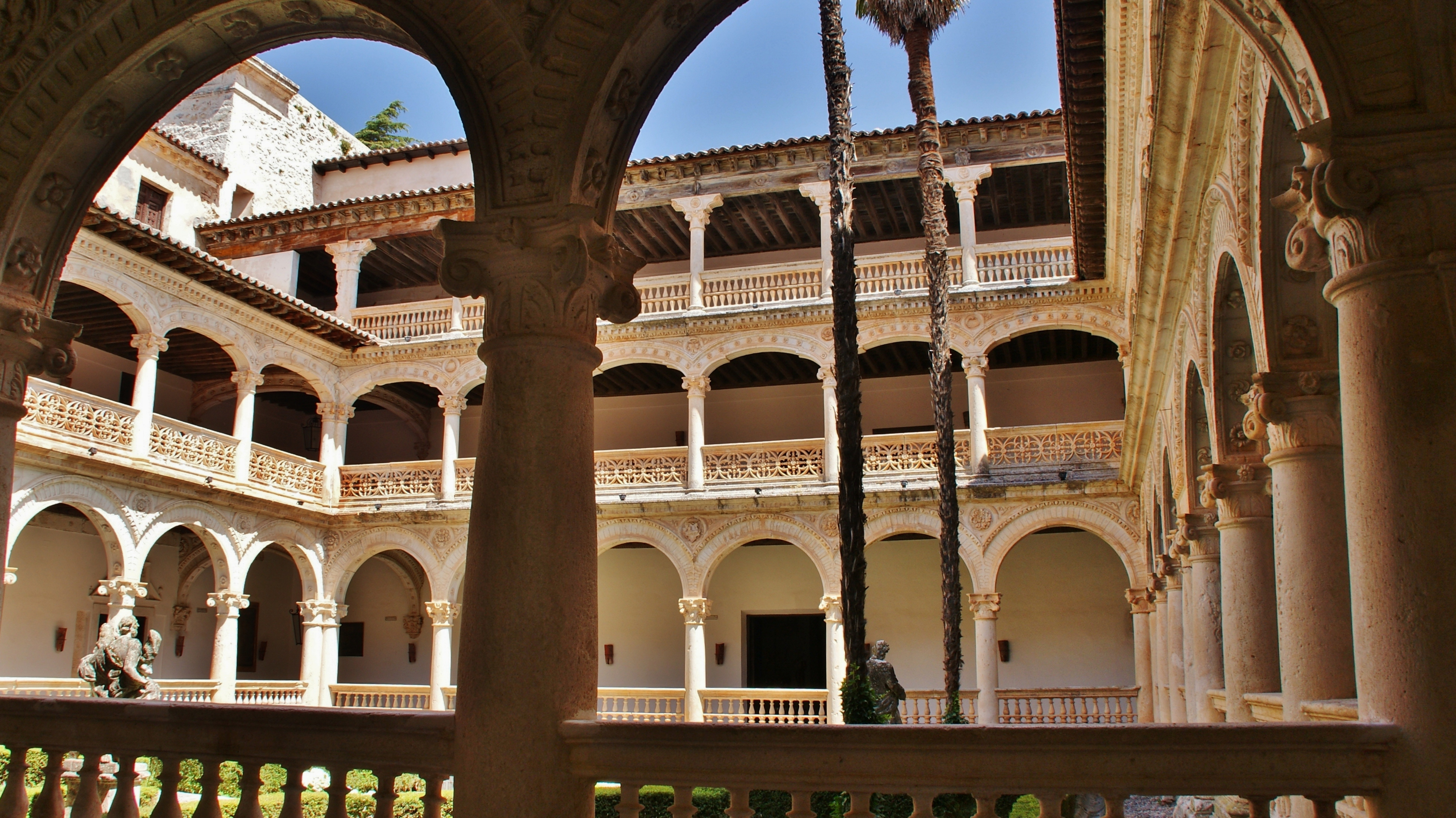
Monasterio de San Bartolomé, en Lupiana (Guadalajara), donde nació la Orden de San Jerónimo.

La nueva orden tuvo un gran desarrollo en España, fijando su sede central en el monasterio de San Bartolomé de Lupiana, en la provincia de Guadalajara. Sus monjes eran famosos por su austeridad y espíritu de penitencia. Los reyes de España favorecieron la Orden Jerónima encargándole labores de gobierno. En 1516, cuando más problemas había en las Indias, le encargaron su gobierno a tres frailes de la Orden, encabezados por fray Luis de Figueroa. Asimismo, dotaron ampliamente muchas fundaciones, entre las que destaca el Real Monasterio de Santa María de Guadalupe en Cáceres, el Real monasterio de Nuestra Señora de Fresdelval cerca de Burgos, el monasterio de Yuste, escogido por Carlos I de España para su retiro, el Convento de Nuestra Señora de la Victoria en Salamanca, el monasterio de San Jerónimo el Real en Madrid, anejo al Palacio del Buen Retiro, y sobre todo, el Monasterio de El Escorial, mandado construir por Felipe II como monasterio, panteón real, iglesia (hoy basílica) y palacio.

### Las monjas jerónimas

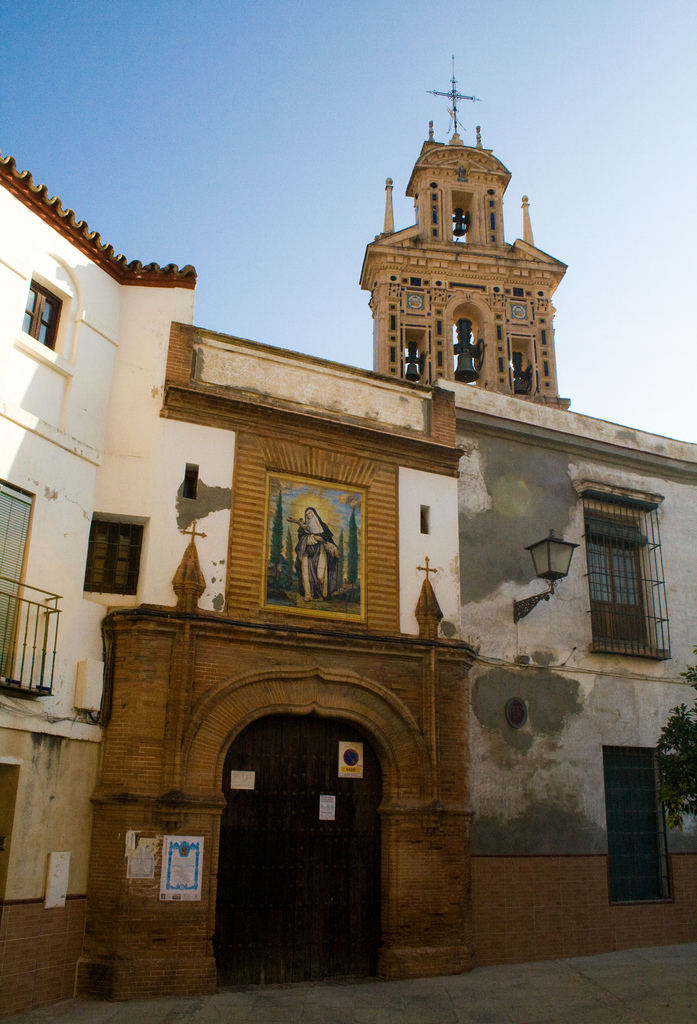
Portada del Convento de Santa Paula en Sevilla, España.

Junto a los jerónimos, surgen las monjas jerónimas. Un grupo de mujeres, entre las que destacan doña María García y doña Mayor Gómez, empiezan ejercitándose en obras de humildad y caridad hasta que deciden consagrar sus vida a Dios en oración y penitencia.
Pedro Fernández Pecha fundó en 1374 el Monasterio de Santa María de la Sisla en las proximidades de Toledo. Él las atiende y las orienta en su modo de vida, en todo semejante a la recién fundada Orden de San Jerónimo. Las jerónimas tienen la misma regla que los varones, a ejemplo de santa Paula y santa Eustoquia, que siguieron a San Jerónimo.
En la actualidad, además de mantener una vida espiritual plena, destacan por su cuidada repostería. Son conocidas las yemas y los almendrados de las hermanas jerónimas de Garrovillas.

### Los jerónimos en Portugal
Los jerónimos se extendieron a Portugal. Igual que en Castilla, recibieron el favor de los reyes por su austeridad y espíritu de penitencia. El rey Manuel I de Portugal les confió el Monasterio de Santa María de Belén en Lisboa, una de las cumbres del estilo manuelino. Fue levantado como panteón real.
En 1833 la Orden fue disuelta por la autoridad civil, lo que supuso su extinción en este país.

### Extinción y restauración de los jerónimos
En el siglo XIX esta Orden atravesó las mismas dificultades que las demás órdenes religiosas en España. Sufrieron tres exclaustraciones, entre 1808 y 1813, entre 1820 y 1823 y por fin la de 1836. Esta exclaustración, consecuencia de la desamortización de 1836, afectó gravemente a la Orden de San Jerónimo, pues supuso la expropiación de todos sus monasterios y la exclaustración de todos los frailes. Eran 48 monasterios y unos mil monjes. Como tras las Guerras Liberales, se expulsaron a las órdenes religiosas de Portugal en 1833, incorporando todas sus propiedades a la Hacienda Nacional, ya no tenían casas fuera de España, la desamortización supuso el fin de la orden.
Sin embargo, las jerónimas continuaron su existencia. Ellas persiguieron la restauración de la rama masculina; en 1925 obtienen de la Santa Sede el rescripto para la restauración de la Orden de San Jerónimo, atendiendo a un principio canónico que autoriza a revivir una persona jurídica antes de los cien años de su extinción. La Orden recién restaurada pasa por múltiples dificultades -la política laicista de la República desde 1931, la Guerra Civil de 1936-39 y dificultades internas- que obstaculizan su marcha, hasta que en 1969 consigue constituir el Gobierno General. Actualmente la rama masculina sobrevive con muy pocos miembros (10 en 2017, 6 en 2020 A.D.) y solo posee un monasterio, el Monasterio de Santa María del Parral en Segovia. Las jerónimas cuentan con 17 monasterios (entre los cuales el Convento de Santa Paula en Sevilla).

## Hábito religioso

El hábito religioso de los religiosos de la Orden de San Jerónimo es de color blanco e incluye el escapulario marrón.

Los religiosos de la Orden de San Jerónimo (tanto los monjes, como las monjas) adoptarón como hábito religioso un hábito en que se visten de blanco, con un escapulario marrón (igual al Escapulario de Nuestra Señora del Carmen utilizado por los religiosos Carmelitas) y una capucha del mismo color.

## Espiritualidad
La Orden de San Jerónimo es una orden contemplativa y se inspira en la vida de San Jerónimo como modelo para imitar a Jesucristo en su camino a la perfección. La vida del monje jerónimo se desarrolla dedicando la mañana al trabajo. Durante la tarde se dedica con asiduidad a ejercicios de vida contemplativa e intelectual: oración lectura, estudio, etc. Y en el curso del día, santificando todas las horas, los monjes jerónimos celebran de modo cantado la Liturgia de las Horas y asisten a la Misa Conventual.
Además, la Orden de San Jerónimo «tiene determinado desde sus principios ser pequeña, humilde, escondida y recogida, llevar a sus hijos por una senda estrecha, tratando dentro de sus paredes de la salud de sus almas, ocupándose continuamente en las alabanzas divinas, recompensa de las ofensas que por otra parte se hacen: orando, cantando y llorando, servir a la Iglesia y aplacar la ira de Dios contra los pecados del mundo». Esto ha llevado a los jerónimos a renunciar al honor de los altares, aunque seguramente podrían componer una nutrida galería de santos, pues son varios los que han muerto con fama de santidad.

## Actuales comunidades religiosas de la Orden

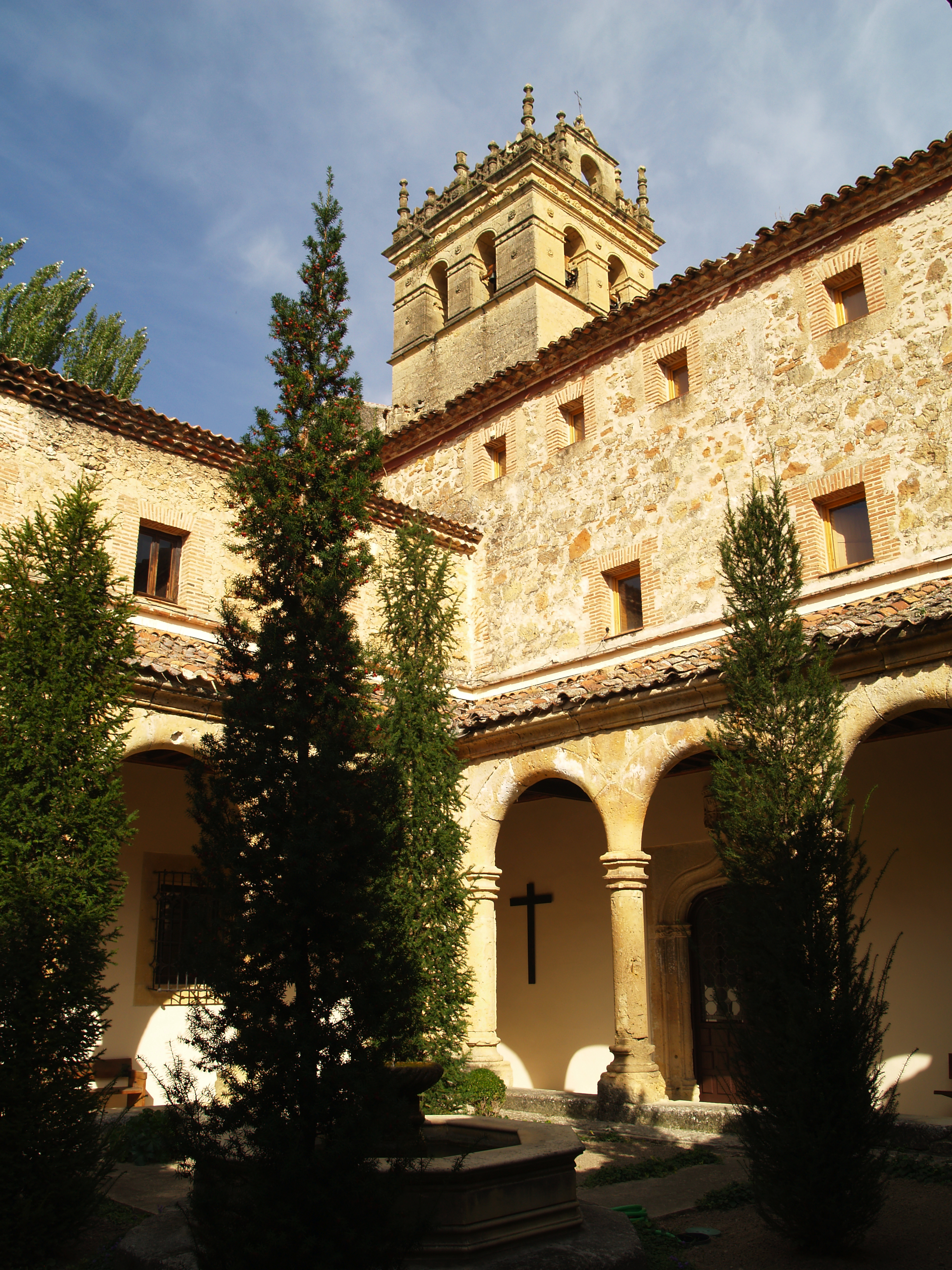
Claustro en Monasterio de El Parral (Segovia, España).

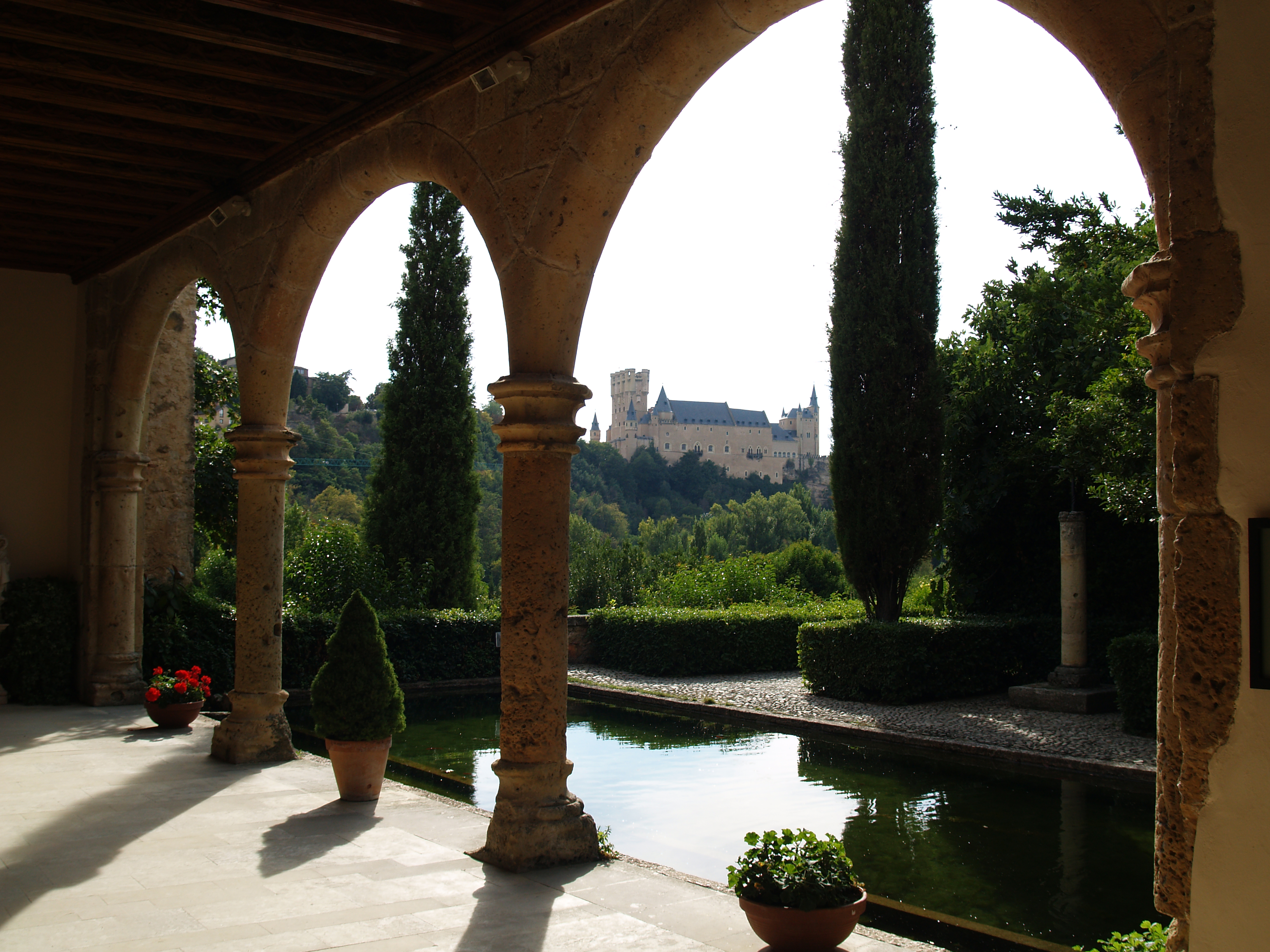
Jardín en Monasterio de El Parral (Segovia, España).

| - Monasterio de Santa María del Parral (Segovia, España) – Fundado en 1447, refundado en 1925. |

| - Monasterio de San Pablo (Toledo, España) – Fundado en 1464 - Monasterio de Santa Marta (Córdoba, España) – Fundado en 1464 - Monasterio de Santa Paula (Sevilla, España) – Fundado en 1475 - Monasterio de San Matías (Barcelona, España) – Fundado en 1475 - Monasterio de Santa María de la Concepción (Trujillo, Cáceres, España) – Fundado en 1478 - Monasterio de Santa Isabel (Palma de Mallorca, Baleares, España) – Fundado en 1485 - Monasterio de la Concepción Jerónima (Madrid, España) – Fundado en 1504 - Monasterio de San Bartolomé (Inca, Baleares, España) – Fundado en 1530 - Monasterio de Santa Paula (Granada, España) – Fundado en 1540. En 1977 las monjas se trasladaron al Monasterio de San Jerónimo. El Monasterio de Santa Paula es actualmente un hotel. - Monasterio de Santa María de la Asunción (Morón de la Frontera, Sevilla, España) – Fundado en 1568 - Monasterio de Nuestra Señora de los Remedios (Yunquera de Henares, Guadalajara, España) – Fundado en 1572 - Monasterio de Nuestra Señora de la Salud (Garrovillas, Cáceres, España) – Fundado en 1572 - Monasterio del Corpus Christi (Madrid, España) – Fundado en 1605 - Monasterio de Nuestra Señora de los Ángeles (Constantina, Sevilla, España) – Fundado en 1951 - Monasterio de Nuestra Señora de las Mercedes (Almodóvar del Campo, Ciudad Real, España) – Fundado en 1964 - Monasterio de Santa María de Jesús (Cáceres, España) – Fundado en 1975 - Monasterio de Nuestra Señora de Belén (Toral de los Guzmanes, León, España) – Fundado en 1990 - Monasterio da Mater Ecclesiae (Punalur, Kerala, India) – Fundado en 2000 - Real Monasterio de San Onofre (Badajoz, España) - Fundado en 1538 y exclaustrado en 1835 |

## Monasterios masculinos españoles de la Orden

### Andalucía

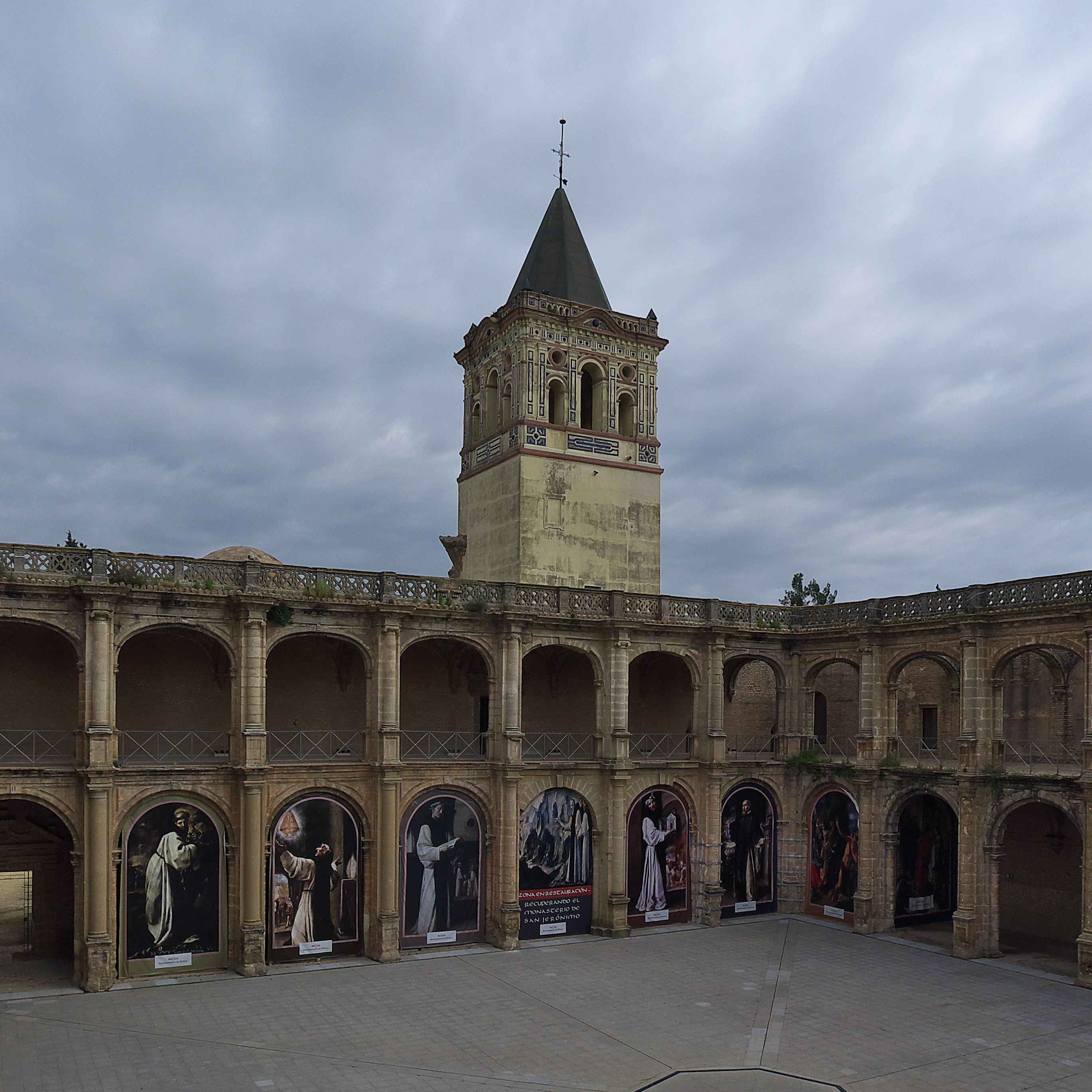
Monasterio de San Jerónimo de Buenavista, Sevilla, España.

- Real Monasterio de San Jerónimo de Valparaíso (Córdoba) 1394-1835
- Monasterio de San Jerónimo de Buenavista (Sevilla) 1413-1835
- Monasterio de San Isidoro del Campo (Santiponce, Sevilla) 1440/1567-1835/1956-1978
- Monasterio de San Miguel de los Ángeles de Alpechín (Sanlúcar la Mayor, Sevilla) 1477/1567-1835
- Monasterio de Santa María de Gracia (Carmona, Sevilla) 1477/1567-1835
- Monasterio de Santa María del Valle (Écija, Sevilla) 1486/1567-1835
- Monasterio de San Jerónimo (Granada) 1492-1835
- Monasterio de Santa María de la Luz (Lucena del Puerto, Huelva) 1492-1835
- Monasterio de Santa María del Rosario (Bornos, Cádiz) 1493-1835
- Monasterio de Santa María de los Remedios (Sanlúcar de Barrameda, Cádiz) 1567-1835
- Monasterio de Santa Quiteria (Jaén) 1567-1606

### Aragón

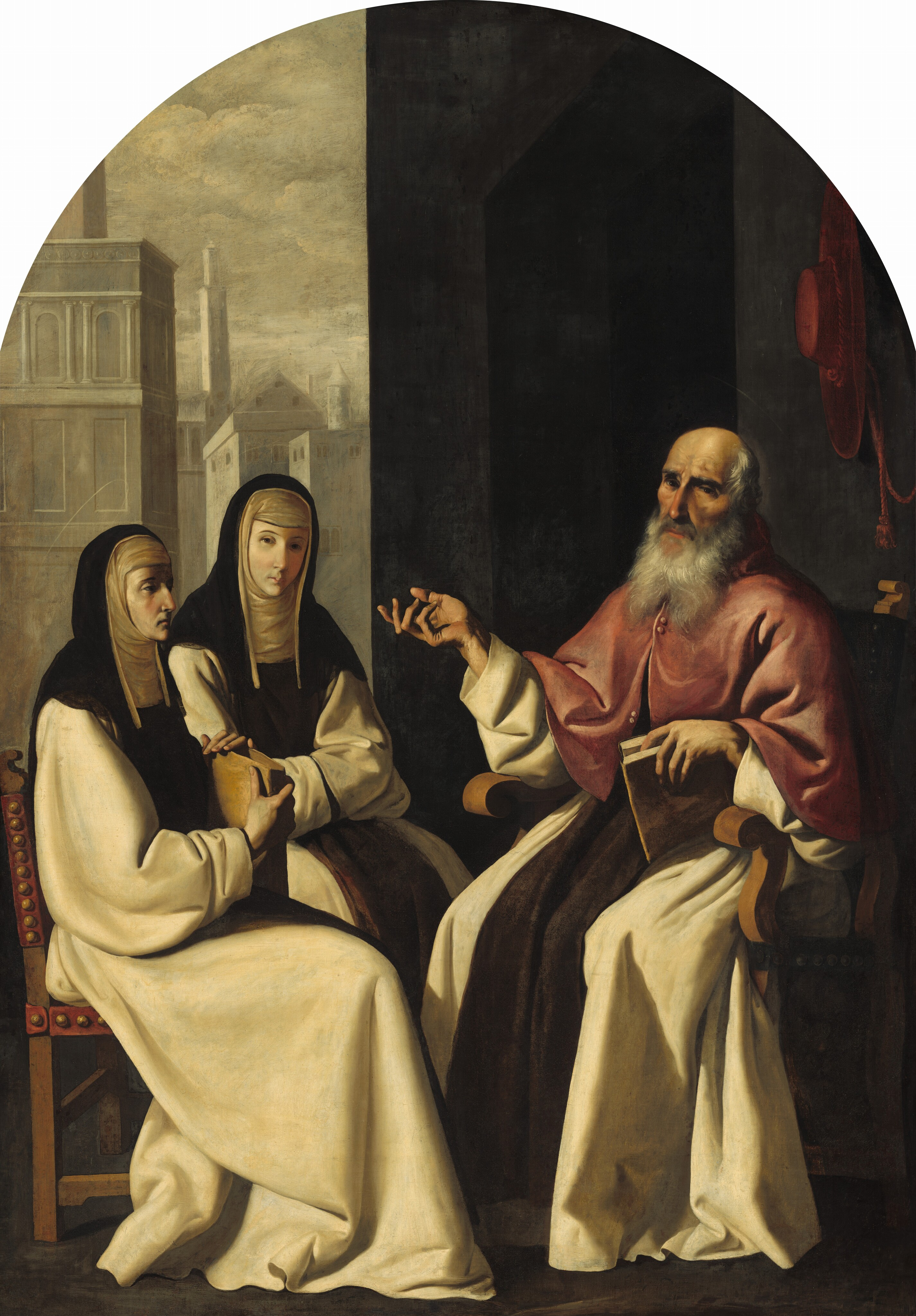
San Jerónimo en la compañía de santa Paula y santa Eustoquia (cuadro de Francisco de Zurbarán, en la Galería Nacional de Arte, Washington).

- Monasterio de Santa Engracia (Zaragoza) 1492-1835

### Islas Baleares
- Monasterio de La Trinidad de Miramar (Valldemosa, Mallorca) 1400-1443

### Cantabria
- Monasterio de Santa Catalina de Monte Corbán (Santander) 1407-1835
- Monasterio de Santa Marina de Don Ponce (isla de Santa Marina, Ribamontán al Mar) 1407-1421

### Castilla-La Mancha
- Monasterio de San Bartolomé de Lupiana (Lupiana, Guadalajara) 1373-1835
- Monasterio de Santa María de la Sisla (Toledo) 1374-1835
- Monasterio de San Jerónimo de Corral Rubio (Toledo) 1384-1418
- Monasterio de San Blas de Villaviciosa (Brihuega, Guadalajara) 1396-1835
- Monasterio de Santa Ana (Tendilla, Guadalajara) 1483/1567-1835
- Monasterio de Santa Catalina (Talavera de la Reina, Toledo) 1398-1835
- Monasterio de Santa Ana de la Oliva (Val de Santo Domingo, Toledo) ¿1400?
- Colegio San Antonio de Portaceli (Sigüenza, Guadalajara) 1484-1835

### Castilla y León

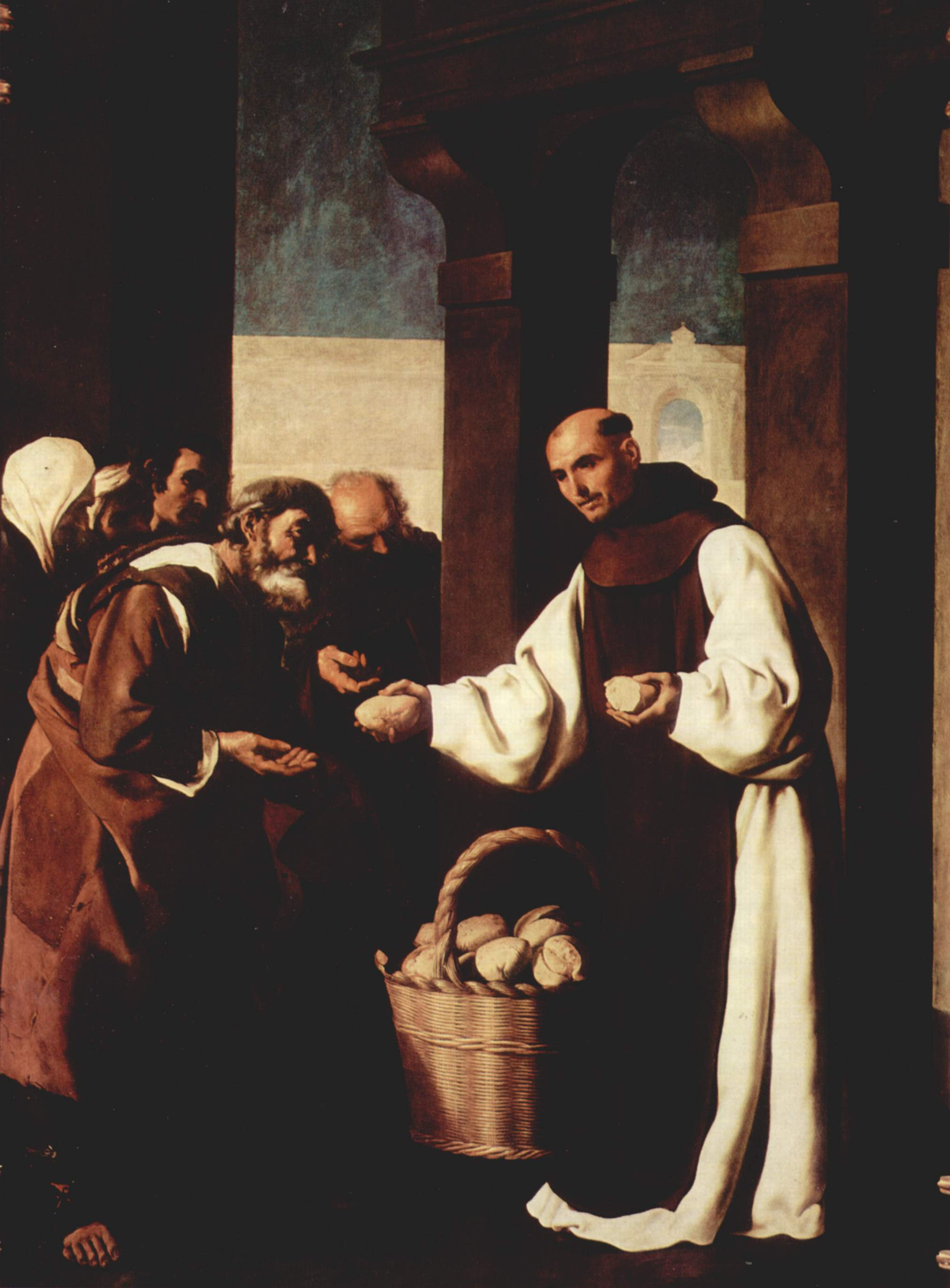
Un monje jerónimo (cuadro de Francisco de Zurbarán, en el Monasterio de Guadalupe, Cáceres).

- Monasterio de San Jerónimo de Guisando (El Tiemblo, Ávila) 1375-1835
- Monasterio de Santa María de Aniago (Villanueva de Duero en Valladolid) 1376-1382
- Monasterio de Santa María de la Mejorada (Olmedo, Valladolid) 1396-1835
- Monasterio de Nuestra Señora del Prado (Valladolid) 1441-1835
- Monasterio de San Jerónimo de Espeja (Guijosa, Soria) 1401-1835
- Monasterio de Santa María de la Armedilla (Cogeces del Monte, Valladolid) 1402-1835
- Real monasterio de Nuestra Señora de Frex de Val (Fresdelval) (VillatoroBurgos) 1404-1835
- Monasterio de San Juan de Ortega (Barrios de Colina, Burgos) Canónigos agustinos siglo XII;1432-1835
- Monasterio de San Miguel del Monte (Miranda de Ebro, Burgos) 1398-1835
- Monasterio de Nuestra Señora de Montamarta/de San Jerónimo (Montamarta, Zamora) 1407-1434
- Monasterio de San Leonardo/Seminario de San Jerónimo (Alba de Tormes, Salamanca) Orden de los Premonstratenses siglo XII; Orden de San Jerónimo 1442-1835
- Monasterio de Santa María del Parral (Segovia) 1447-1835/1925-
- Convento de San Jerónimo de Nuestra Señora de la Victoria (Salamanca) 1490-1835
- Colegio menor de Nuestra Señora de Guadalupe (Salamanca) 1511-1835
- Monasterio de Santa María de la Piedad (Valdebustos, Palencia) 1515-1835
- Monasterio de San Jerónimo (Zamora) 1534-1535
- Monasterio de San Jerónimo (Benavente, Zamora) 1528-1835
- Monasterio de Santa María de Jesús (Tábara, Zamora) 1559-1579
- Monasterio de San Jerónimo de Jesús (Ávila) 1609-1835

### Cataluña
- Monasterio de San Jerónimo del Valle de Hebrón (Barcelona) 1393-1835
- Monasterio de San Jerónimo de Monte Olivete (Barcelona) 1413-1416
- Monasterio de San Jerónimo de la Murtra (Badalona, Barcelona) 1416-1835

### Extremadura
- Real Monasterio de Santa María de Guadalupe (Guadalupe, Cáceres) 1389-1835
- Monasterio San Jerónimo de Yuste (Cuacos de Yuste, Cáceres) 1402-1835/1954-2009

### Comunidad de Madrid
- Monasterio de San Jerónimo el Real (Madrid) 1462-1835
- Monasterio de El Escorial (El Escorial) 1567-1835

### Región de Murcia
- Monasterio de los Jerónimos de San Pedro de la Ñora (La Ñora/Guadalupe, Murcia) 1574; Guadalupe 1738-1835
- Hospicio de Caravaca de la Cruz (Caravaca de la Cruz) 1581; 1638-1835

### La Rioja
- Monasterio de Santa María de Villavieja (La Rioja, España) 1416
- Santuario de Santa Maria de la Estrella (San Asensio) 1419-1835

### Comunidad Valenciana
- Monasterio de San Jerónimo de la Plana (Jávea , Alicante) 1374-1388/1964-1978
- Monasterio de San Jerónimo de Cotalba (Alfahuir, Valencia) 1388-1835
- Santa María de la Murta (Alcira, Valencia) 1401-1835
- Monasterio de Santa Verónica (Alicante) 1489-1518
- Monasterio de Santa María de la Esperanza (Segorbe, Castellón) 1495-1835
- Monasterio de San Miguel de los Reyes (Valencia) Cistercienses 1381-1546; Orden de San Jerónimo 1546-1835

### País Vasco
- Monasterio de Santa Catalina de Badaya (Álava) 1407-1471
- Monasterio de Santa María de Toloño (Labastida, Álava) 1410-1417

## Monasterios portugueses de la Orden
- Mosteiro de Nossa Senhora da Saúde/de Penhalonga (São Pedro de Penaferrim, Sintra, Portugal); 1400-1834
- Mosteiro de São Jerónimo/Convento de São Jerónimo (Lugar do Mato, Ribafria, Alenquer, Portugal); 1400-1834
- Mosteiro de Nossa Senhora do Espinheiro (Canaviais, Évora, Portugal); 1457-1834
- Mosteiro de São Marcos (São Silvestre, Coímbra, Portugal); 1496-1834
- Mosteiro de Santa Maria de Belém (Lisboa, Portugal); 1501-1834
- Mosteiro de Nossa Senhora da Pena (São Pedro de Penaferrim, Sintra, Portugal); 1503-1834
- Mosteiro da Misericórdia (Berlenga Grande (Islas Berlengas), Peniche, Portugal); 1513-1548
- Mosteiro de Nossa Senhora da Conceição de Vale Benfeito (Amoreira, Óbidos, Leiría, Portugal); 1513-1834
- Mosteiro de Santa Marinha da Costa (Guimarães, Portugal); Canónigos regulares de San Agustín finales del siglo XI; Orden de San Jerónimo entre 1528-1834
- Colégio de São Jerónimo (Sé Nova, Coímbra, Portugal); 1535-1834
- Mosteiro de Bom Jesus de Valverde (Nossa Senhora da Tourega, Évora, Portugal); 1548-1901 (Femenino)

## Monasterios americanos de la Orden
- Convento de Nuestra Señora de la Expectación (Ciudad de México, México); 1585-1867 (Femenino). Actual sede de la Universidad del Claustro de Sor Juana.
- Convento de San Lorenzo (Ciudad de México), México; 1595-1865 (femenino).
- Convento de San Jerónimo (Puebla), México; 1600 (femenino).

## Santos de la Orden de San Jerónimo
- San Jerónimo – Doctor de la Iglesia
- Santa Paula – Primera monja de la Historia del Cristianismo
- Santa Eustoquia
- Santa Blesila
- Santa Marcela
- Beato Lourenzo de Lisboa
- Beato Marco de Marconi
- Beato Pedro Gambacorta
- Beato Manuel de la Sagrada Familia restaurador de la Orden en 1925
- Sor Clara Andreu

## Algunos jerónimos ilustres
- Sor Juana Inés de la Cruz, llamada La Décima Musa o La Doncella de América. religiosa, humanista, científica, teóloga, filósofa, poetisa y dramaturga novohispana. Precursora del movimiento de la Ilustración y el Siglo de las Luces.
- Hernando de Talavera, confesor de Isabel La Católica y primer arzobispo de Granada.
- José de Sigüenza, historiador, teólogo y poeta español.
- Nicolás Borrás, pintor renacentista valenciano perteneciente al Monasterio de San Jerónimo de Cotalba.
- Antonio Sancho de Benevento, maestro orfebre y monje del Monasterio de San Jerónimo de Cotalba.
- Ambrosio de Morales, catedrático de Retórica en la Universidad de Alcalá, cronista de Castilla.
- Antonio de Villacastín, aparejador, director de obras del Monasterio de El Escorial.
- Ramón Pané, primer misionero y etnólogo de América, su Relación acerca de las antigüedades de los indios (1498), sobre la mitología, religión y cultura de los taínos de la isla La Española, se considera el primer libro escrito en el continente americano.
- Francisco de los Santos, historiador del Monasterio de El Escorial.
- Padre Antono Soler y Ramos-  compositor, clavecinista, organista y musicólogo español.
- Juan de Toledo, obispo y capitán general de Canarias y de León. También fue prior de la Real Monasterio de Santa María de Guadalupe y Superior General de la Orden.